# Chung kết Cúp bóng đá châu Phi 1962
Chung kết cúp bóng đá châu Phi 1962 là trận đấu  bóng đá được diễn ra vào ngày 21 tháng 1 năm 1962 tại Sân vận động Hailé Sélassié ở Addis Ababa, Ethiopia, để tìm ra nhà vô địch của Cúp bóng đá châu Phi 1962.
Ethiopia giành chiến thắng trước CH Ả Rập Thống nhất với tỉ số 4−2 sau hiệp phụ, và giành chức vô địch đầu tiên.

## Đuòng đến trận chung kết
| Ethiopia | Ethiopia | Vòng                | CH Ả Rập Thống nhất | CH Ả Rập Thống nhất |
| -------- | -------- | ------------------- | ------------------- | ------------------- |
| Đối thủ  | Kết quả  | Vòng loại trực tiếp | Đối thủ             | Kết quả             |
| Tunisia  | 4–2      | Bán kết             | Uganda              | 2–1                 |

## Trận đấu

### Chi tiết
| Ethiopia                                   | 4–2 (h.p.) | Cộng hòa Ả Rập Thống nhất |
| ------------------------------------------ | ---------- | ------------------------- |
| Tekle 74' · Worku 84', 118' · Vassalo 101' |            | Badawi 35', 75'           |

| Ethiopia | CH Ả Rập Thống nhất |

| GK                                   | ' | Gila-Michael Tekle-Mariam |  |    |
|                                      | ' | Asmelash Berhe            |  |    |
|                                      | ' | Awade Mohammed            |  |    |
|                                      | ' | Kiflom Araya              |  |    |
|                                      | ' | Berhe Goitom              |  |    |
|                                      | ' | Tesfaye Gebremedhin       |  |    |
|                                      | ' | Girma Tekle               |  | ?' |
|                                      | ' | Italo Vassalo             |  |    |
|                                      | ' | Luciano Vassalo           |  |    |
|                                      | ' | Mengistu Worku            |  |    |
|                                      | ' | Getachew Wolde            |  |    |
| Vào thay người:                      |   |                           |  |    |
|                                      | ' | Tekle Kidane              |  | ?' |
| Huấn luyện viên:                     |   |                           |  |    |
| Ydnekatchew Tessema Slavko Milošević |   |                           |  |    |

| GK                              | ' | Adel Hekal               |
|                                 | ' | Ahmed Moustafa           |
|                                 | ' | Raafat Ateya             |
|                                 | ' | Tarek Selim              |
|                                 | ' | Rifaat El-Fanagily       |
|                                 | ' | Mohammed Badawi          |
|                                 | ' | Mohammed Seddiq 'Shehta' |
|                                 | ' | Badawi Abdel Fattah      |
|                                 | ' | Saleh Selim              |
|                                 | ' | Taha Ismail              |
|                                 | ' | Mimi El-Sherbini         |
| Huấn luyện viên:                |   |                          |
| Mohamed El-Guindy Hanafy Bastan |   |                          |